# 岩鼻架道橋
岩鼻架道橋（いわはなかどうきょう）は、広島市東区にある鉄道橋。1974年土木学会田中賞作品部門受賞。

## 概要
1973年12月完成。広島駅から山陽新幹線広島車両基地への引き込み線の橋であり、広島県道84号東海田広島線の上を通る跨線橋である。
鉄道におけるトラス構造のプレストレスト・コンクリート橋（PCトラス橋）のパイロット版として竣工した橋である。

## 構造

### 諸元
- 路線名 : 山陽新幹線広島車両基地入出庫線[1][2]
- 橋長 : 46.3m[1]
- 有効幅員 : 5.78m[1]
- 橋梁形式 : 単純PC下路式ワーレントラス橋[1]
  - 最大構高 : 8.25m[1]

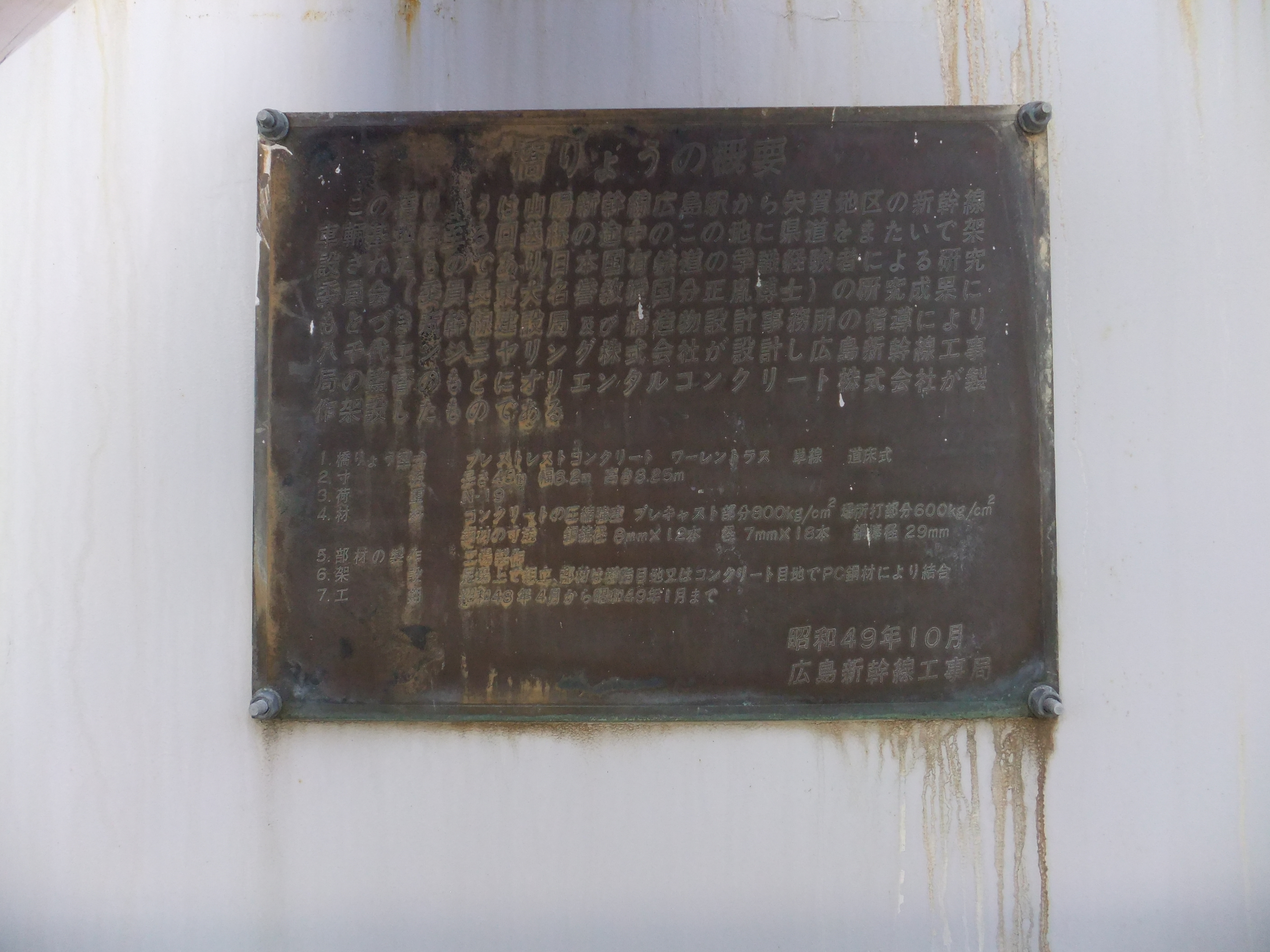
橋銘板
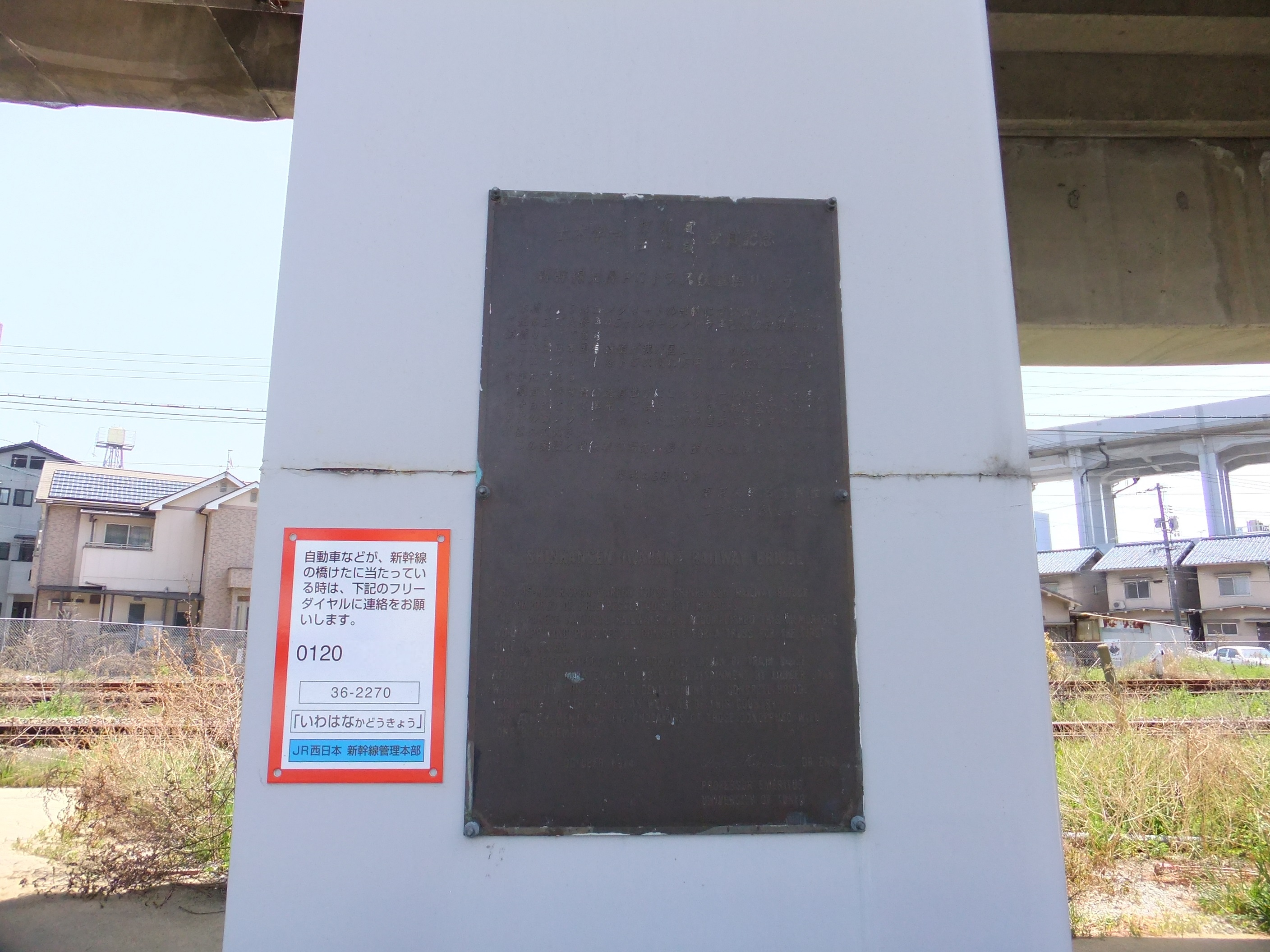

### 特徴
橋には大きく分けて鋼橋とコンクリート橋の2種類あるが、近代までのコンクリート橋は列車荷重や振動荷重に耐えようとすると部材が厚くなり経済性の面から長大化には不向きだったため、長い鉄道橋には鋼橋が採用されていた。ただ鋼橋にも、防錆塗装などの維持管理費の面や列車通行時の騒音問題などデメリットが存在した。ちょうど岩鼻架道橋が計画された1960年代後半は高強度コンクリートを用いたPC橋により長大コンクリート橋の施工事例が増えてきた時代で、更に高度経済成長期の中で騒音対策および保守の省力化の面から市街地では鋼橋が不利であったため、日本鉄道建設公団はPC橋の長大化の可能性について研究していた。
そこで、PCトラス橋のパイロット版として、立地が広島の市街地であるため騒音対策として、下に道路が通るため桁下制限のため下路式として、この岩鼻架道橋が架橋された。
なお同時期にパイロット版として竣工した他のPCトラス橋は、久慈線（三陸鉄道北リアス線）整備に伴い架橋した太田名部橋梁（上路ハウトラス、1973年完成）と安家川鉄道橋（上路ハウトラス、1975年完成）であり、つまり岩鼻架道橋はそれらと違い新幹線を想定した下路式トラス橋として国内初の施工事例ということになる。

## 参考資料
- 田中賞作品部門受賞一覧 昭和49年度 - 土木学会